# 美濃部貞功
美濃部 貞功（みのべ さだかつ、1892年（明治25年）8月10日 - 1960年（昭和35年）11月29日）は、日本海軍の軍人。太平洋戦争において航空隊や、海上護衛隊の司令を務めた海軍少将である。

## 経歴
福島県出身。海軍兵学校42期。同期生に大西新蔵、加来止男、石川信吾らがいる。初級士官時代は潜水艇乗りであったが、海軍大学校航海学生を修了し、航海科専攻士官となる。大尉、少佐 時代は軍令部 (2班4課)に出仕した時期を除き、9艦で航海長を務めた。1927年（昭和2年）12月少佐、1933年（昭和8年）11月中佐 へ進級。水路部部員、重巡洋艦「妙高」副長を務めている。
1938年（昭和13年）6月に館山海軍航空隊副長となり、これ以後航空部隊の指揮官を歴任する。鎮海海軍航空隊・呉海軍航空隊の各司令を経て、岩国海軍航空隊司令に転じ、太平洋戦争の開戦を迎えた。なお、開戦前に連合艦隊の各長官、参謀長が最後の打ち合わせを行ったのが岩国基地であった。この間の1939年（昭和14年）11月15日に大佐 へ進級している。
呉鎮守府、横須賀鎮守府、佐世保鎮守府への出仕を経て、出水海軍航空隊司令、第31航空廠長(舞鶴)を務めた後、1944年（昭和19年）9月、危機的状況にあった海上交通の保護にあたるべく第一海上護衛方面司令に就任したが、日本の海上交通を回復する術はなかった。1945年（昭和20年）5月1日少将へ昇進。ハンモックナンバーが下位であった美濃部の昇進は同期の出世頭に比して4年遅れであった。1946年 （昭和21年）2月5日予備役編入。1947年（昭和22年）11月28日、公職追放仮指定を受けた。
なお、美濃部は旧会津藩所縁の陸海軍高等武官で組織された稚松会の会員であった。芙蓉部隊指揮官の美濃部正は婿養子。
<航海長を務めた艦>
- 伊52潜水艦
- 駆逐艦・山風
- 測量艦・松江
- 空母・鳳翔
- 軽巡洋艦・北上
- 戦艦・金剛
- 戦艦・比叡など